# Deražnja
Deražnja (in ucraino Деражня?) è una città  dell'Ucraina (9772 abitanti) situata nel distretto di Chmel'nyc'kyj, nell'oblast' di Chmel'nyc'kyj.  Ospita l'amministrazione della comunità territoriale di Deražnja, una delle comunità territoriali dell'Ucraina.
Fino al 18 luglio 2020 Deražnja è stata il centro amministrativo del distretto di Deražnja, abolito come parte della riforma amministrativa dell'Ucraina, che ha ridotto a tre il numero dei distretti dell'oblast' di Chmel'nyc'kyj. L'area del distretto di Deražnja è stata fusa nel distretto di Chmel'nyc'kyj.
Deražnja, città dell'Ucraina occidentale, è posta  lungo i due lati del fiume Vovk (che vuol dire lupo in ucraino), 42 km a est dal centro regionale dell'oblast' di Chmel'nyc'kyj; fino al 2020 è stata capoluogo dell'omonimo distretto, dopo la riforma amministrativa fa parte del distretto di Chmel'nyc'kyj.
La città è attraversata dall'importante linea ferroviaria Leopoli-Chmel'nyc'kyj-Žmerynka. A Deražnja abitano circa 10.500 persone (nel 2001). Gli abitanti sono nella maggioranza cristiani ortodossi, ma sono presenti anche i cristiano cattolici e gli ebrei in minore quantità. A Deražnja c'è una centrale del latte, una tra le più importanti imprese della città e sul territorio comunale si trova la quinta fabbrica per la produttività di zucchero in Ucraina, fondata nel 1990. Inoltre nella città ci sono varie industrie chimiche private. La città predispone di 5 scuole superiori e 3 scuole musicali. La banda "Kalina" è stata la migliore banda dell'oblast' di Chmel'nyc'kyj nel 2012.
Durante il periodo della guerra fredda presso la città c'era una base di missili balistici intercontinentali sovietici UR-100N.